# Міллер-Сіті (Огайо)
Міллер-Сіті (англ. Miller City) — селище (англ. village) в США, в окрузі Патнем штату Огайо. Населення — 134 особи (2020).

## Географія
Міллер-Сіті розташований за координатами 41°6′13″ пн. ш. 84°7′51″ зх. д. / 41.10361° пн. ш. 84.13083° зх. д. (41.103475, -84.130902).  За даними Бюро перепису населення США в 2010 році селище мало площу 0,78 км², уся площа — суходіл.

## Демографія
Згідно з переписом 2010 року, у селищі мешкало 137 осіб у 61 домогосподарстві у складі 41 родини. Густота населення становила 176 осіб/км².  Було 66 помешкань (85/км²).
Расовий склад населення:
| - 100,0 % — білих |

До двох чи більше рас належало 0,0 %. Частка іспаномовних становила 0,0 % від усіх жителів.
За віковим діапазоном населення розподілялося таким чином: 19,7 % — особи молодші 18 років, 58,4 % — особи у віці 18—64 років, 21,9 % — особи у віці 65 років та старші. Медіана віку мешканця становила 40,8 року. На 100 осіб жіночої статі у селищі припадало 101,5 чоловіків;  на 100 жінок у віці від 18 років та старших — 107,5 чоловіків також старших 18 років.
Середній дохід на одне домашнє господарство  становив 52 461 долар США (медіана — 51 250), а середній дохід на одну сім'ю — 69 484 долари (медіана — 62 750). За межею бідності перебувало 10,7 % осіб, у тому числі 0,0 % дітей у віці до 18 років та 9,4 % осіб у віці 65 років та старших.
Цивільне працевлаштоване населення становило 48 осіб. Основні галузі зайнятості: виробництво — 27,1 %, освіта, охорона здоров'я та соціальна допомога — 20,8 %, будівництво — 12,5 %, роздрібна торгівля — 10,4 %.